# Gábor Kerekes

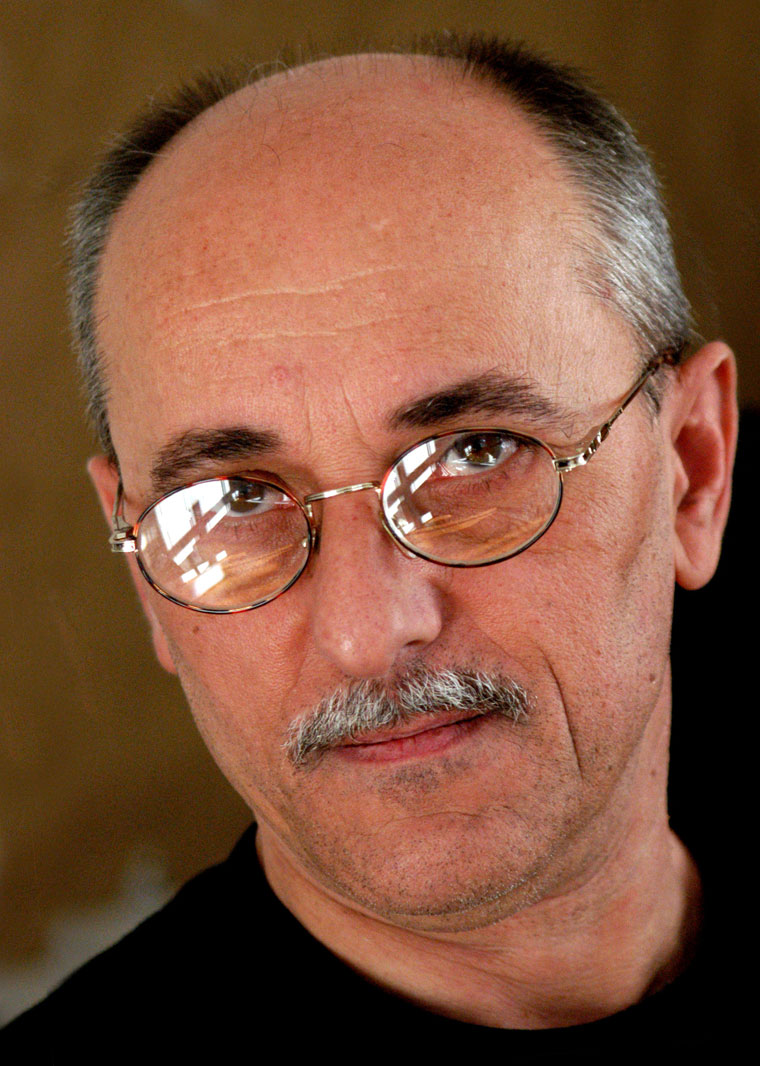
Gábor Kerekes

Gábor Kerekes (* 2. August 1945 in Oberhart, Deutschland; † 16. April 2014 in Budapest) war ein ungarischer Fotograf und Fotoreporter.

## Leben
Kerekes machte 1964 sein Abitur am Kölcsey-Gymnasium. Danach besuchte er die Fotografenfachschule. Von 1973 bis 1974 arbeitete er als Assistent bei der Genossenschaft Budapester Fotografen, danach bis 1979 als Fotograf am Forschungsinstitut der Eisenindustrie.
1977 fand eine erste Einzelausstellung mit seinen Werken in einer Galerie im Stadtteil Ferencváros in Budapest statt.
Von 1985 bis 1990 arbeitete er als Fotoreporter für Képes 7, ab 1990 für Képes Európa sowie auch freiberuflich.
In den 1990er Jahren widmete er sich verstärkt historischen Techniken der Fotografie wie etwa der Lochkamera und baute sich selbst eine 30-cm-mal-40-cm-Kamera während seiner Studien, mit der er arbeitete. Daneben beschäftigte er sich auch mit der Polaroid-Technik.

## Ausstellungen
Seine Werke waren in Einzel- und Gruppenausstellungen in verschiedenen Ländern Europas sowie den USA zu sehen.

## Auszeichnungen
- Béla-Balázs-Preis, 1990
- Magyarország Érdemes Művésze díj, 2009